# Cebrones del Río (kommunhuvudort)
Cebrones del Río är en kommunhuvudort i Spanien.   Den ligger i provinsen Provincia de León och regionen Kastilien och Leon, i den nordvästra delen av landet, 270 km nordväst om huvudstaden Madrid. Cebrones del Río ligger 759 meter över havet och antalet invånare är 633.
Terrängen runt Cebrones del Río är platt. Runt Cebrones del Río är det glesbefolkat, med 11 invånare per kvadratkilometer. Närmaste större samhälle är La Bañeza, 7,6 km nordväst om Cebrones del Río. Trakten runt Cebrones del Río består till största delen av jordbruksmark.